# Acrulogonia chocona
Acrulogonia chocona är en insektsart som beskrevs av Young 1977. Acrulogonia chocona ingår i släktet Acrulogonia och familjen dvärgstritar. Inga underarter finns listade i Catalogue of Life.